# 有明 (江東區)
有明（日语：／ Ariake */?）是東京都江東區的地名。現行行政地名為有明一丁目至有明四丁目。2021年（令和3年）7月1日的人口有12,130人。郵遞區號為135-0063。

## 地理
位於江東區豐洲地區，為東京灣埋立10號地，屬東京臨海副都心一部分。台場以東，東雲西南，豐洲以南的位置。中央有首都高速灣岸線、東京灣岸道路、臨海線穿越，以北為有明一丁目與有明二丁目，以南為有明三丁目與有明四丁目。有明三丁目辦公大樓與飯店林立，並有年度入場人數達1300萬人的東京Big Sight。

### 地價
根據2021年（令和3年）的公告地價，有明1-13-17的住宅地價為67萬2000日圓/m2，僅次於豐洲4-11-30和東雲2-16-19，為江東區第三高價地段。

## 歷史
一、二丁目在1968年（昭和43年）4月1日實施住居表示。三、四丁目在1979年（昭和54年）4月1日成立，2009年11月1日實施住居表示，並進行二丁目與三丁目的丁目界，及東隣東雲二丁目的町界變更。二丁目與三丁目以國道357號為新丁目界。

### 地名由來
成立時所選出的嘉語。「有明之月」意為「黎明的月亮」。也有祈求「前程光明」的意思。

## 交通

### 鐵路
- 臨海線國際展示場站
- 百合鷗號有明網球之森站、有明站、東京國際展覽中心站

### 巴士
- 都營巴士 海01系統、急行05系統、都05系統、急行06系統、東16系統、門19系統
- 京濱急行巴士 羽田空港線、橫濱站 (YCAT) 線
- 東京空港交通 羽田空港線、成田空港線、東京城市航空總站（T-CAT）（英语：Tokyo City Air Terminal）→東京Big Sight線

### 水上交通
- 東京港渡船埠頭
- 東京都觀光汽船、東京水邊線有明客船總站

### 道路
- 首都高速灣岸線
- 首都高速10號晴海線
- 國道357號
- 東京都道484號豐洲有明線
- 東京都道304號日比谷豐洲埠頭東雲町線

## 設施

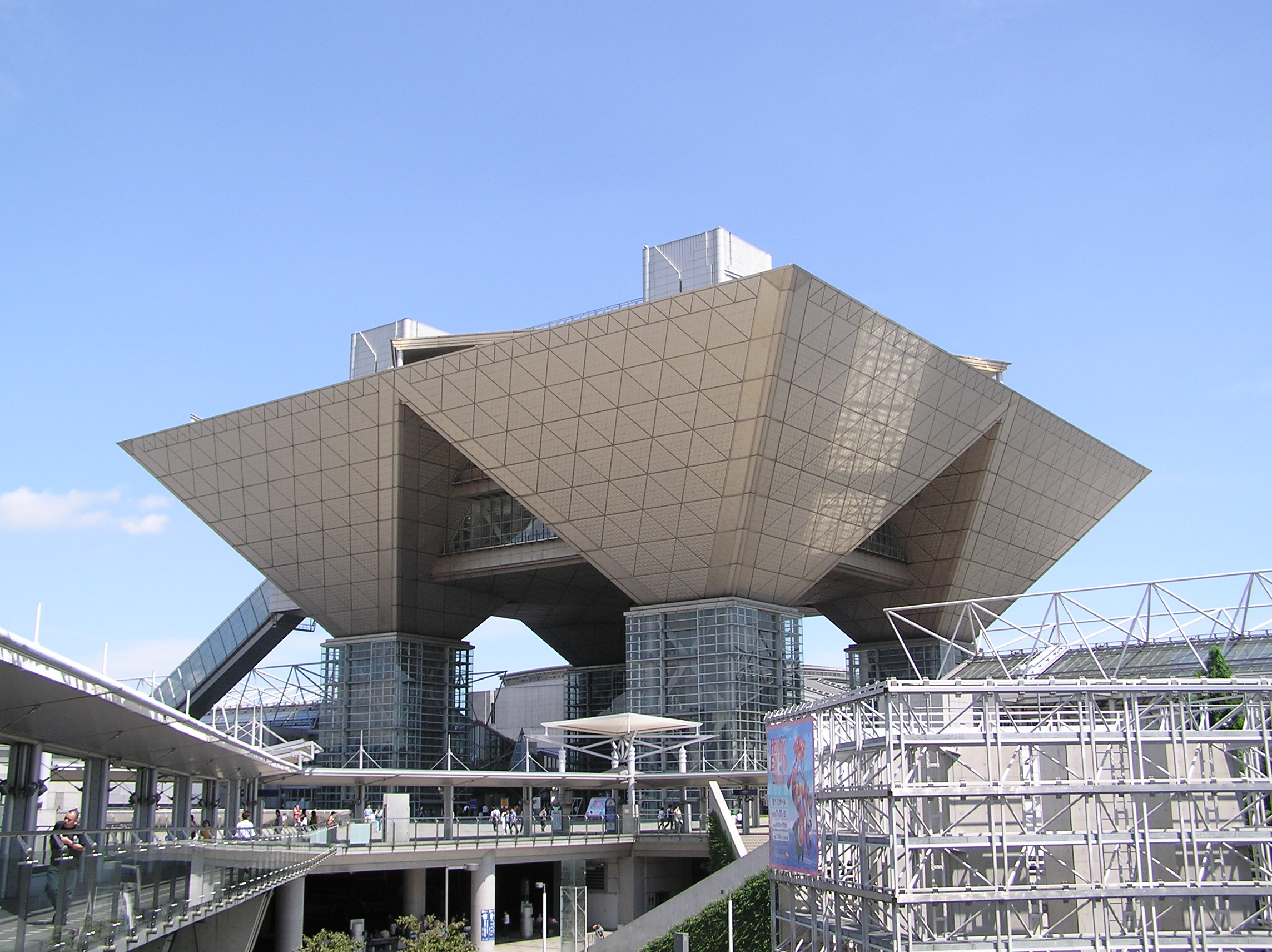
東京Big Sight

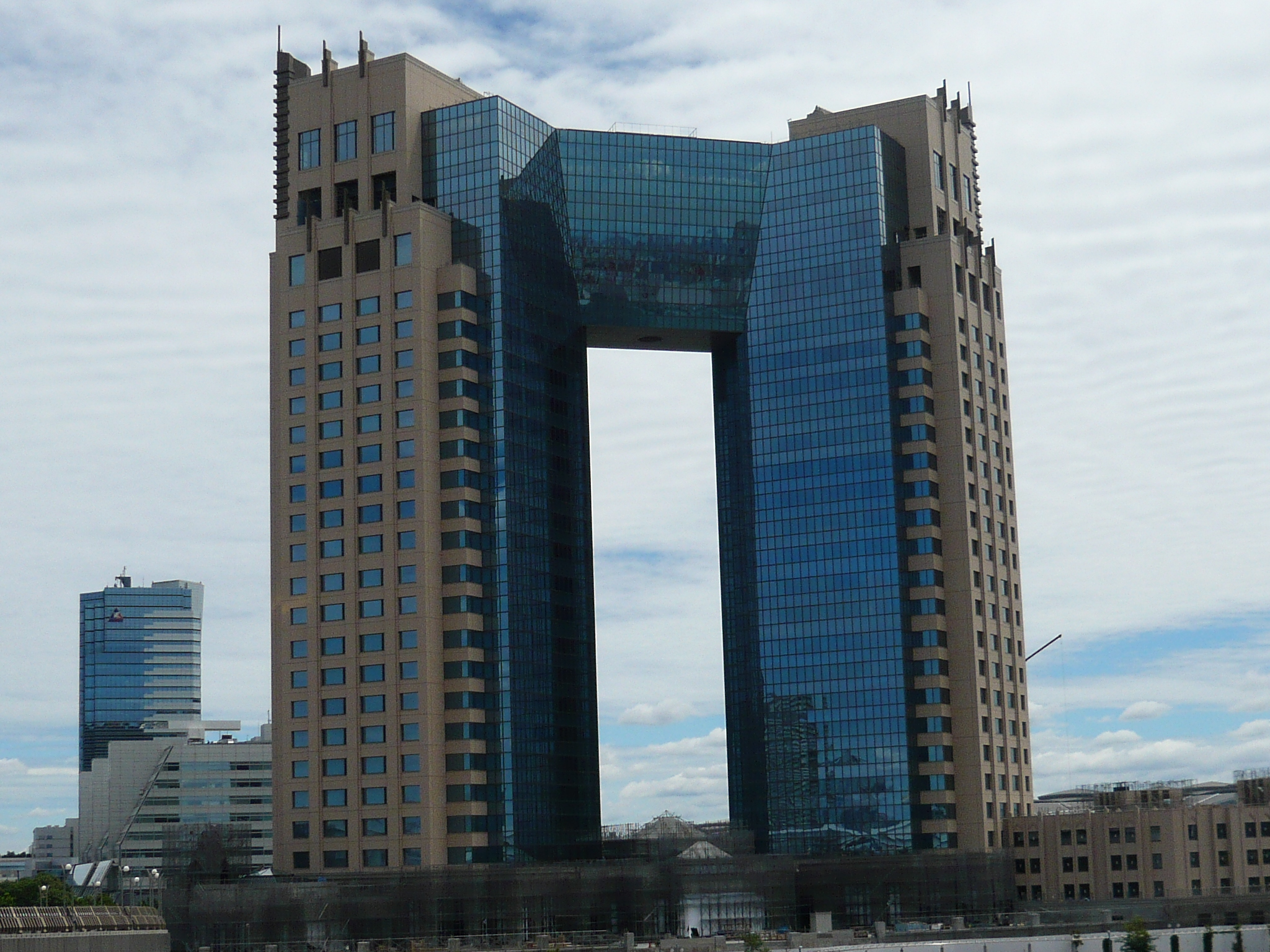
東京BAYCOURT倶樂部Hotel & SPA Resort

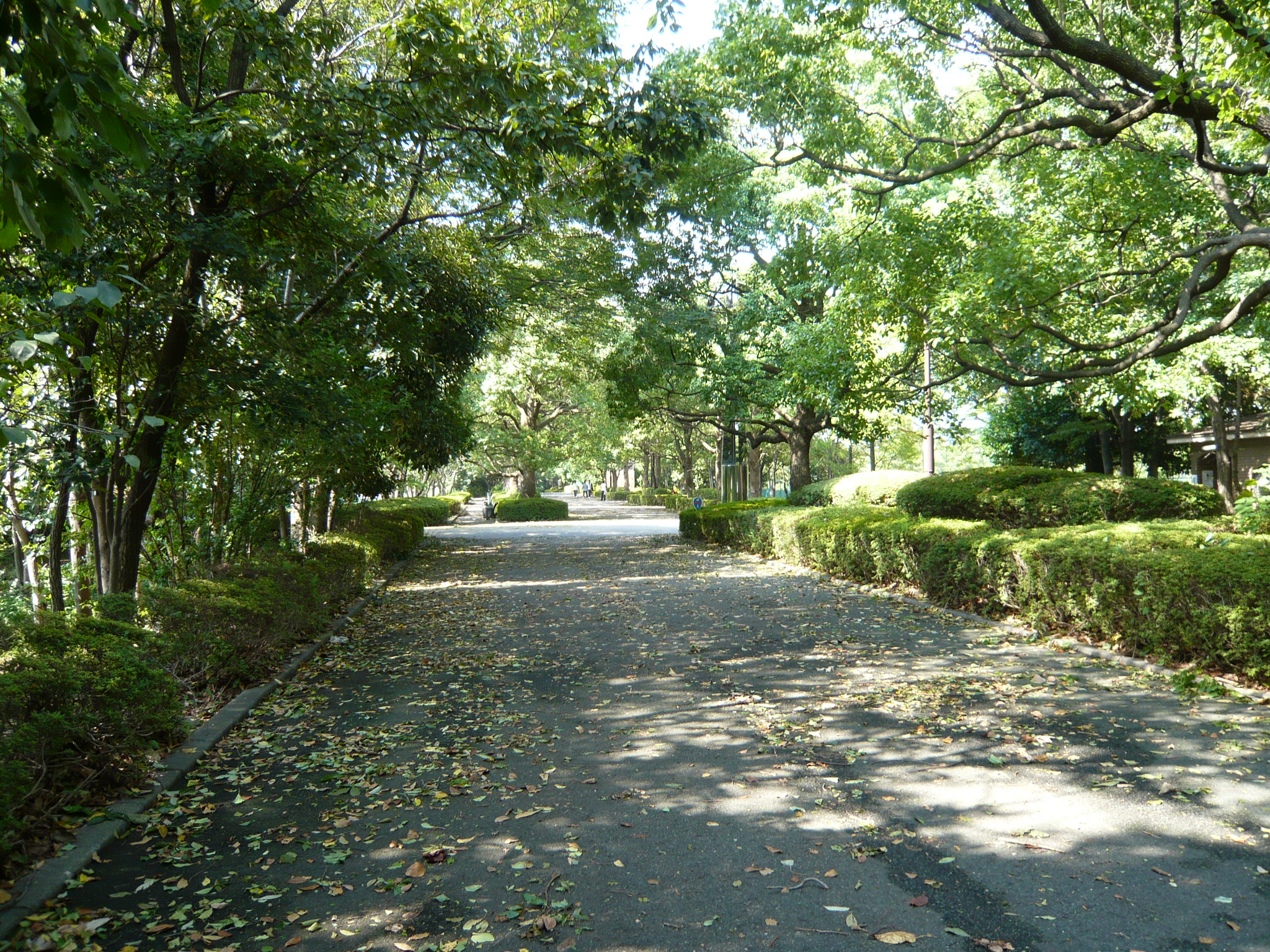
有明網球之森公園

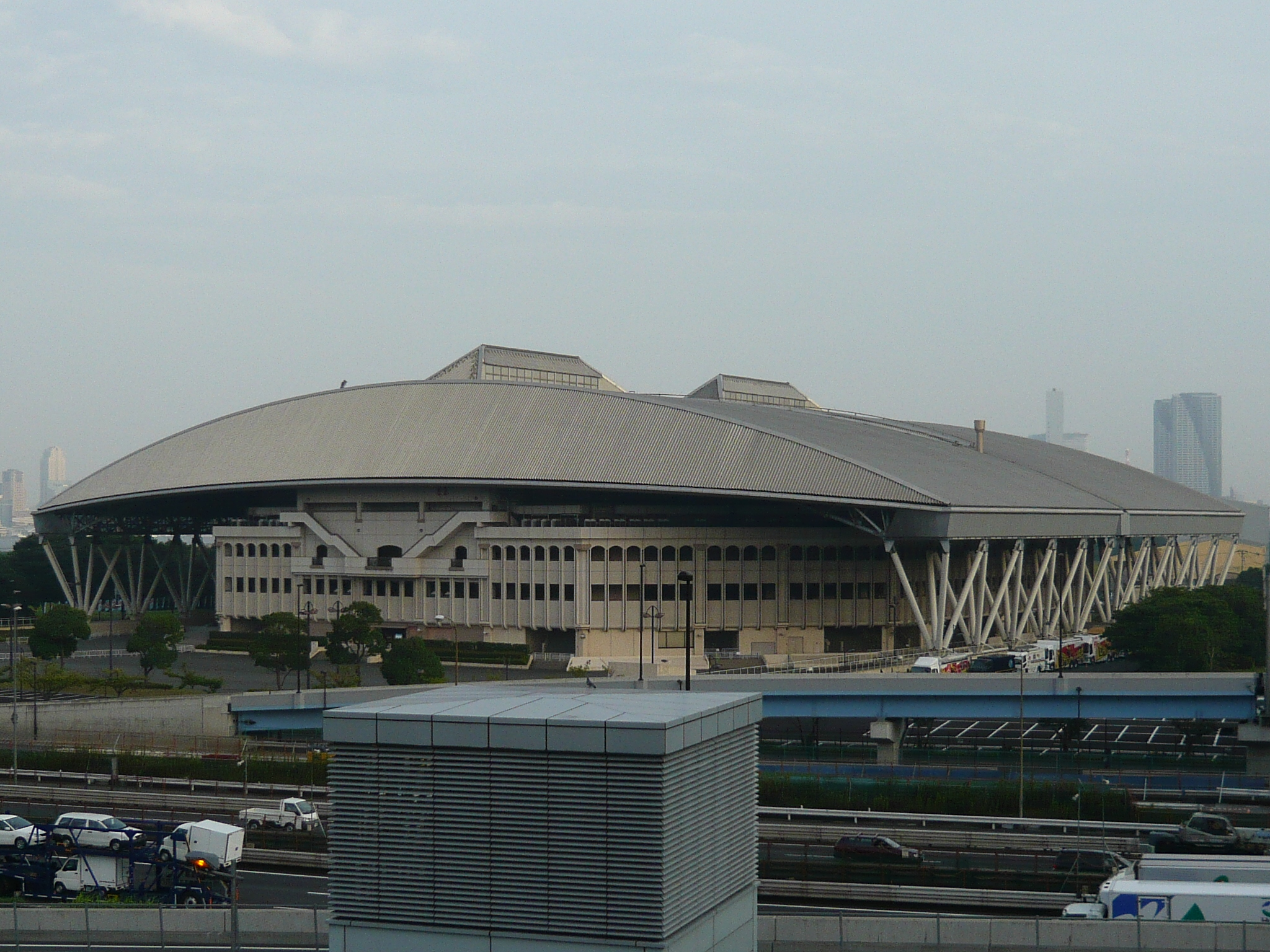
有明競技場

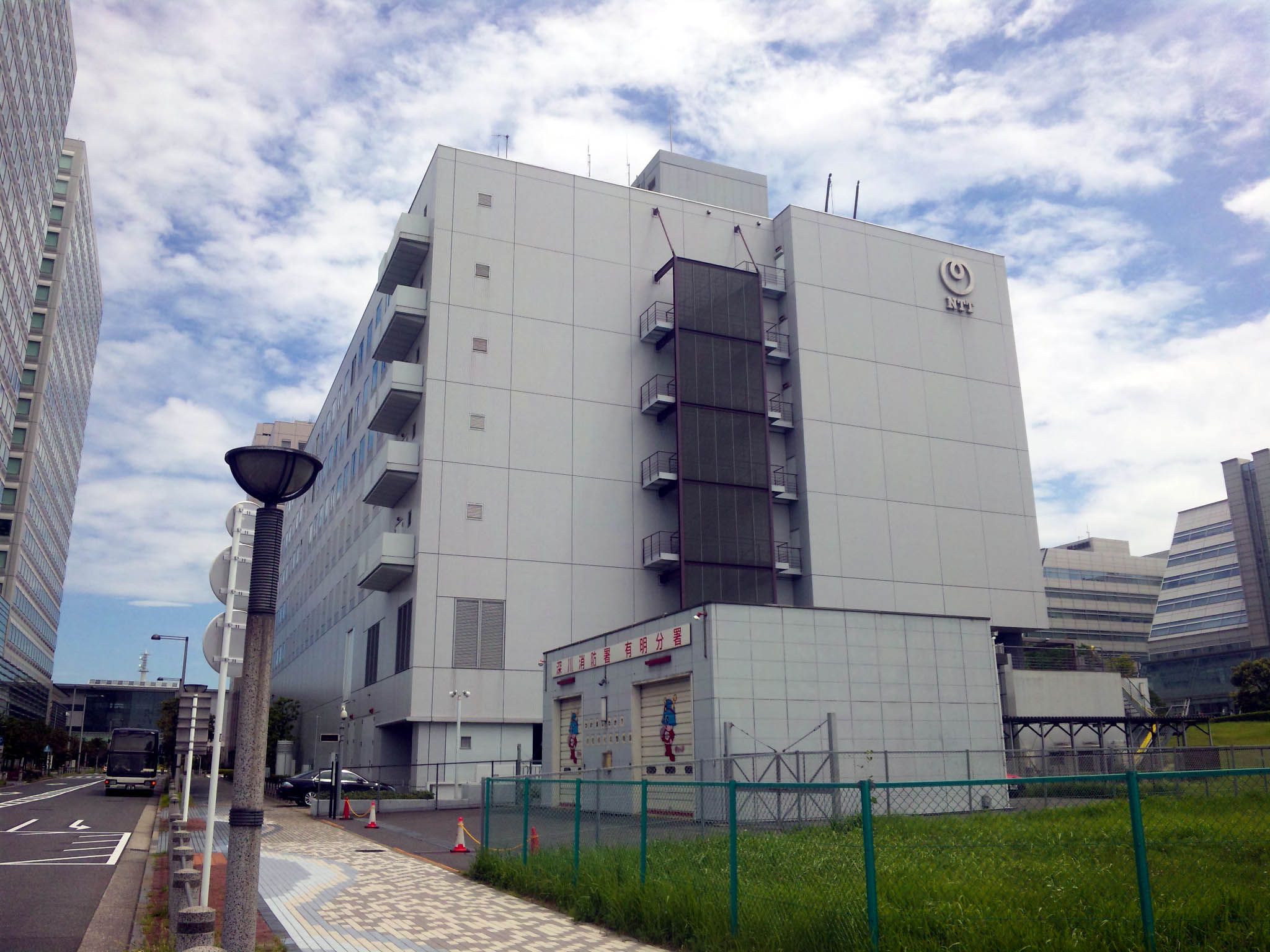
NTT有明中心大樓

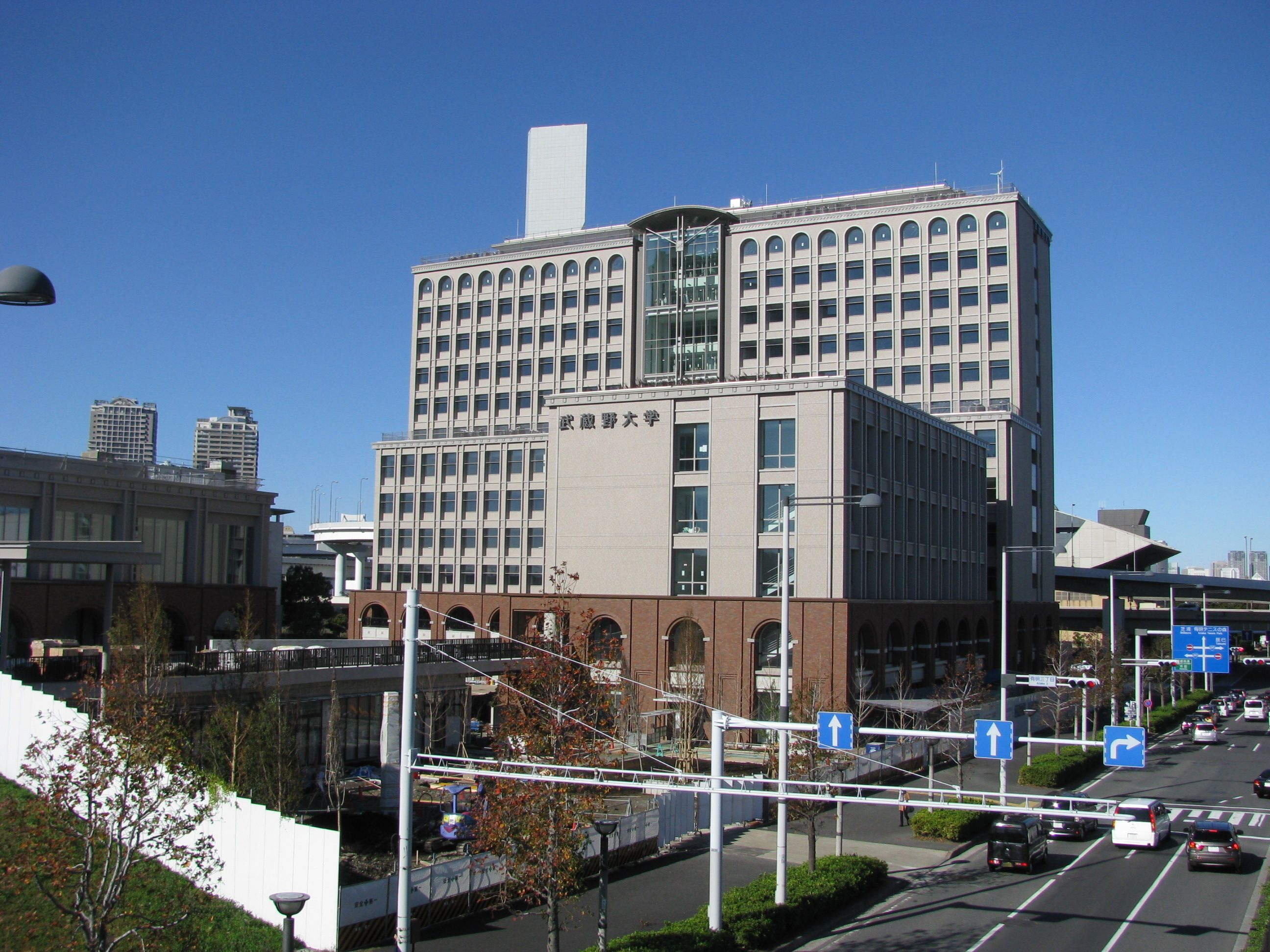
武藏野大學 有明校區

### 有明一丁目
- 有明體育館
- 有明體操競技場
- Differ有明
- 木遣橋
- 有明北橋
- 富士見橋

### 有明二丁目
- 有明網球之森公園
  - 有明競技場
- 無印良品 東京有明 - 關東地區規模最大的MUJI店鋪
- 有明運動中心
- 東京有明醫療大學
- 有明教育藝術短期大學
- 佐川急便灣區中心
- 有明小學校
- 有明中學校
- 東京都環境局有明清掃工場
- 希橋
- 新都橋
- 有明橋
- 青海橋

### 有明三丁目
- Symbol Promenade公園
  - 夢之大橋
- 水之廣場公園
- 有明西埠頭公園
- 東京臨海廣域防災公園（2010年夏部分開園，2011年全面開園）
- 癌研究會有明醫院
- 共同溝展示館
- 東京國際展示場（東京Big Sight）
- 東京時尚城 - 大塚家具本社，Web I本社
  - 有明國際特許事務所
- Anniversaire東京灣
- 東京灣有明華盛頓酒店
- 東京有明希爾頓逸林酒店
- 東京BAYCOURT倶樂部Hotel & SPA Resort
  - Hotel Trusty Tokyo Bayside
- 有明太陽道大飯店
- 有明Frontier大樓 -  ARUZE本社
- 有明中央塔 - 大和LIVING本社
- 株式會社百合鷗
- 深川消防署有明分署
- あけみ橋
- TOC有明 -  萬通互惠人壽本社，三菱精密本社
- 東京Panasonic中心
- 東京都水之科學館
- NTT有明中心大樓
- 武藏野大學有明校區
- 有明客船總站
- 鋼鐵埠頭

### 有明四丁目
目前無居住人口，主要是以製紙業為主的倉庫群。
- 渡船碼頭
- 渡船埠頭公園
- 日本製紙物流 有明第一倉庫、有明第二倉庫
- 王子物流 有明倉庫
- 大王製紙 倉庫
- 日本紙張紙漿商事 有明配送中心

## 備註
1. ↑  .   [2021-07-19]. （原始内容存档于2021-03-01）.
2. ↑  .   [2021-07-19]. （原始内容存档于2021-12-19）.
3. ↑  平成21年11月1日付住居表示の実施について 的存檔，存档日期2013-06-29.
4. ↑  江東区の地名由来 的存檔，存档日期2013-07-19.
5. ↑   (PDF).   [2013-08-11]. （原始内容存档 (PDF)于2015-12-22）.

## 外部連結
- 台場、青海、有明臨海地區navi （页面存档备份，存于）
- 江東區官方網站 （页面存档备份，存于）

Template:東京臨海副都心景點